# Municipio de Fairfield (condado de Columbiana)
El municipio de Fairfield (en inglés: Fairfield Township) es un municipio ubicado en el condado de Columbiana en el estado estadounidense de Ohio. En el año 2010 tenía una población de 9890 habitantes y una densidad poblacional de 106,47 personas por km².

## Geografía
El municipio de Fairfield se encuentra ubicado en las coordenadas 40°51′7″N 80°41′51″O / 40.85194, -80.69750. Según la Oficina del Censo de los Estados Unidos, el municipio tiene una superficie total de 92.89 km², de la cual 92.7 km² corresponden a tierra firme y (0.21%) 0.19 km² es agua.

## Demografía
Según el censo de 2010, había 9890 personas residiendo en el municipio de Fairfield. La densidad de población era de 106,47 hab./km². De los 9890 habitantes, el municipio de Fairfield estaba compuesto por el 98.32% blancos, el 0.33% eran afroamericanos, el 0.05% eran amerindios, el 0.35% eran asiáticos, el 0.03% eran isleños del Pacífico, el 0.23% eran de otras razas y el 0.68% pertenecían a dos o más razas. Del total de la población el 0.64% eran hispanos o latinos de cualquier raza.